# Hugo Erich von Boehmer

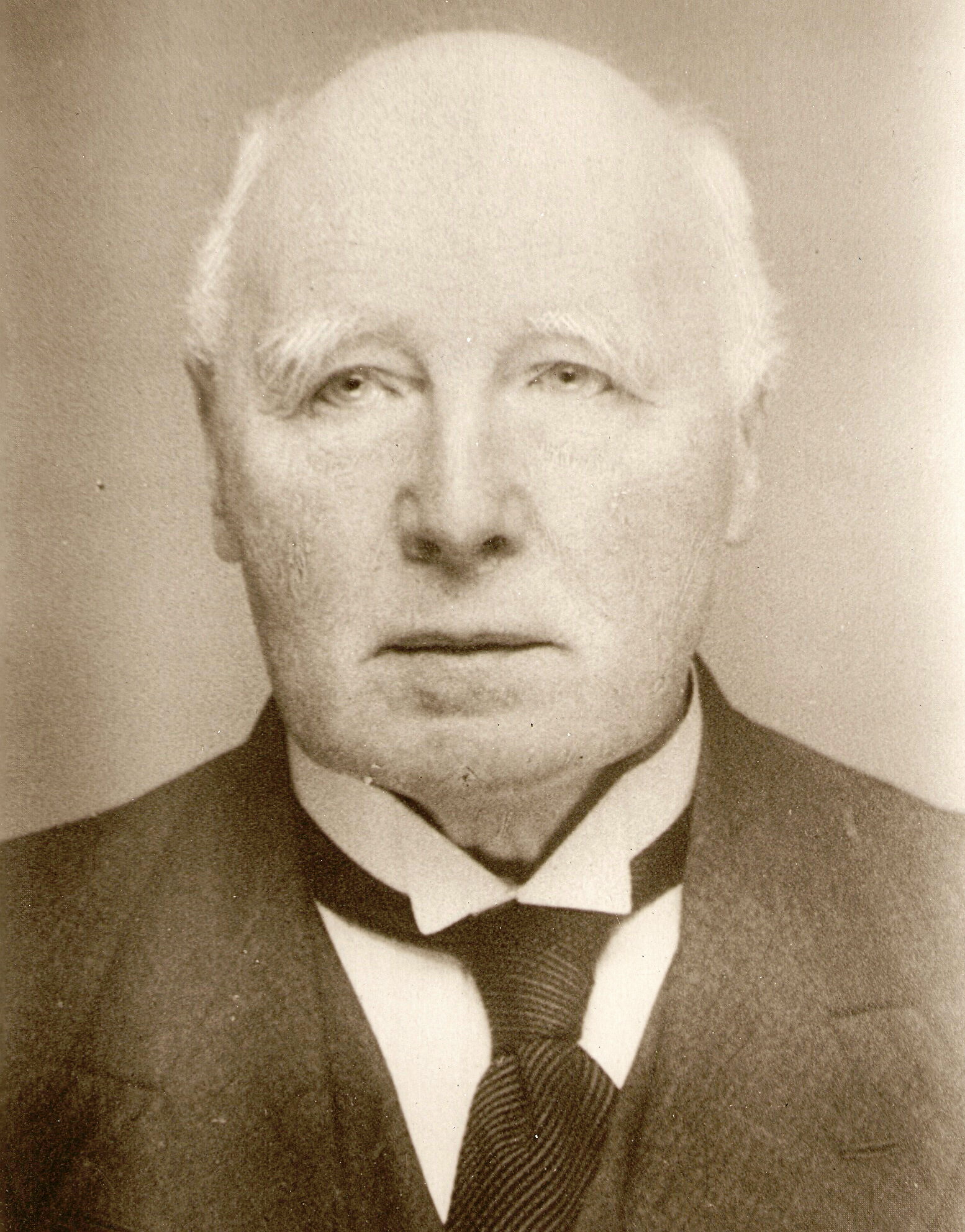
Erich von Boehmer

(Hugo) Erich von Boehmer (* 15. Dezember 1857 in Potsdam; † 11. Juli 1939 in Berlin-Lichterfelde) war ein deutscher Maschinenbauingenieur, kaiserlicher Beamter sowie Patentanwalt und Mitherausgeber der Fachzeitschrift Gesundheits-Ingenieur.

## Leben und Wirken
Erich von Boehmer war das vierte von acht Kindern des königlichen Kreisgerichtsrats Justus Henning Friedrich von Böhmer (1807–1867) und der Friederike Auguste, geborene von Görtzke (1823–1866) und stammte damit in fünfter Generation von Justus Henning Böhmer aus der Juristenfamilie Böhmer/von Boehmer ab. Vier seiner Geschwister starben schon im Kindesalter, er selbst wurde mit den verbleibenden bereits mit 10 Jahren Vollwaise und musste daher seine Schulzeit im Zivil-Waisenhaus in Potsdam absolvieren. 
1873 begann Boehmer aus finanziellen Gründen zunächst eine Ausbildung bei der Schäfer & Heuschner AG für Gas- und Wasseranlagen in Berlin, die ihn nach erfolgreicher Abschlussprüfung als Angestellten übernahm. Im Jahre 1877 wechselte er zum Unternehmen Rietschel & Henneberg (Heizungs- und Klimatechnik) und bereitete sich nebenher auf die Aufnahme an der Technischen Hochschule Karlsruhe vor. Nach dem Militärdienst als Einjährig-Freiwilliger 1881 beim Garderegiment konnte er schließlich mit einem Stipendium seines Arbeitgebers und späteren Inhabers des ersten Lehrstuhls für Ventilation und Heizung Hermann Rietschel ab 1882 Maschinenbau studieren.
Nach Abschluss seines Studiums wurde von Boehmer 1886 zunächst vom Unternehmen Poßmann & Kühnemann übernommen, leitete bis 1888 dessen Filiale in Budapest und wechselte im Anschluss daran als Zivilingenieur zum Unternehmer Johannes Einbeck. Nachdem dieser mit Adolph Müller die Accumulatorenfabrik Müller & Einbeck gegründet hatte, übernahm Boehmer deren Stuttgarter Büro, zog aber bereits 1889 nach München, wo er ein eigenes Ingenieurbüro eröffnete. Dort vertrat er bis 1899 namhafte Unternehmen, beispielsweise als Generalvertreter für Süddeutschland die Sulzer AG in Winterthur und die Eisenwerk (vorm. Nagel & Kaemp) AG in Hamburg. Als Mitglied des Vorstands des ständigen Fachkongresses für Heizung und Lüftung leitete er 1898 dessen Münchener Kongress. Nachhaltig unterstützte er zu jener Zeit die Bestrebungen von Alois Riedler, die Ausbildung, rechtliche Lage, Vergütung und gesellschaftliche Anerkennung der Ingenieure zu verbessern.
Im Frühjahr 1899 entschloss sich von Boehmer, in das Kaiserliche Patentamt zu wechseln, wo er bereits im Mai 1899 zum kaiserlichen Regierungsrat und einige Jahre später zum Geheimen Regierungsrat und schließlich zum Oberregierungsrat befördert sowie ab 1912 Mitglied der Beschwerde- und Nichtigkeitsabteilung des Amtes wurde. Während des Ersten Weltkriegs war er als Hauptmann und Kompanieführer zunächst in der Etappe zur Bewachung von Kriegsgefangenenlagern eingesetzt, zunächst des großen Gefangenenlagers in Zossen-Wünsdorf, dann 1916 dessen bei Hanau. Später wurde er als Leiter einer Pioniereinheit in das Generalgouvernement Belgien nach Brüssel und Flandern versetzt, von wo aus er im Rahmen der Räumung Belgiens Ende 1918 nach Berlin in seine Tätigkeit im Patentamt zurückkehrte. Nach Erreichen der Altersgrenze wurde er Ende September 1923 pensioniert. Mit nunmehr 66 Jahren begann er, sich auf die Prüfung zum Patentanwalt vorzubereiten, die er schließlich im Jahr 1928 bestand. Unmittelbar danach gründete er in Berlin ein Patentbüro, das er wie seine Redaktionsarbeit bis zum Lebensende fortführte.
Von 1904 bis zu seinem Tod zählte von Boehmer zum Herausgeberstab der Fachzeitschrift Gesundheits-Ingenieur, die damals im Münchner R. Oldenbourg Verlag erschien, und veröffentlichte wiederholt eigene Beiträge darin. Berufs- und verbandspolitisch engagierte er sich weiter für eine Verbesserung der Lage der Ingenieure und war beispielsweise an der Leitung des Kongresses für Heizung und Belüftung 1923 in Berlin beteiligt.
In seiner Freizeit erforschte von Boehmer im Verlauf seines gesamten Lebens die Genealogie der eigenen Familie sowie der seiner Frau. Die Ergebnisse fasste er in einer Familiengeschichte zusammen, die 1892 erschien. Um darüber hinaus die familiären Bande zu festigen und die historischen Nachlässe zu sichern, wurde außerdem auf seine Initiative hin und auf der Grundlage einer von ihm verfassten und am 16. August 1921 beschlossenen Satzung der Familienverband gegründet.
Das Wesen von Boehmers war ähnlich wie das seiner Ehefrau gekennzeichnet durch Freundlichkeit, Ausgewogenheit und Bescheidenheit. So unterstützte er über viele Jahre hinweg finanziell seinen Bruder Bruno von Boehmer, das jüngste der Geschwister, in dessen Studium, obwohl er selbst damals nur in bescheidenen Verhältnissen leben konnte, und verfasste 1928 „meinen Hinterbliebenen unmaßgebliche Nachrichten“, worin er darum bat, in Stille und ohne Geistlichen beerdigt zu werden und den Grabhügel ohne Schmuck, ohne Grabdenkmal und ohne Namensangabe liegen zu lassen: „Da das für so viele im Kriege Gefallene genügt hat, wird es auch für meinen Leibe genügen.“
Die Grabplatte trug dann zwar doch seinen Namen, aber im Übrigen war das Doppelgrab auf dem Parkfriedhof Berlin-Lichterfelde tatsächlich sehr schlicht, es wurde 1965 neu belegt. Seine Ehefrau wurde 1954 in Düsseldorf beigesetzt, nachdem sie 1945 dorthin zu ihrem Sohn Thilo von Boehmer gezogen war.

## Ehrungen
- Während seiner Münchener Zeit wurde von Boehmer mit dem königlich bayerischen Ludwigsorden ausgezeichnet.
- Im Jahr 1904 wurde er zum Ehrenritter und 1919 zum Rechtsritter des Johanniterordens ernannt.
- Für seine Verdienste um die Ausbildung der Rekruten und Offiziersanwärter des Eisenbahnerregiments IV wurde von Boehmer mit dem Eisernen Kreuz II. Klasse ausgezeichnet.

## Familie

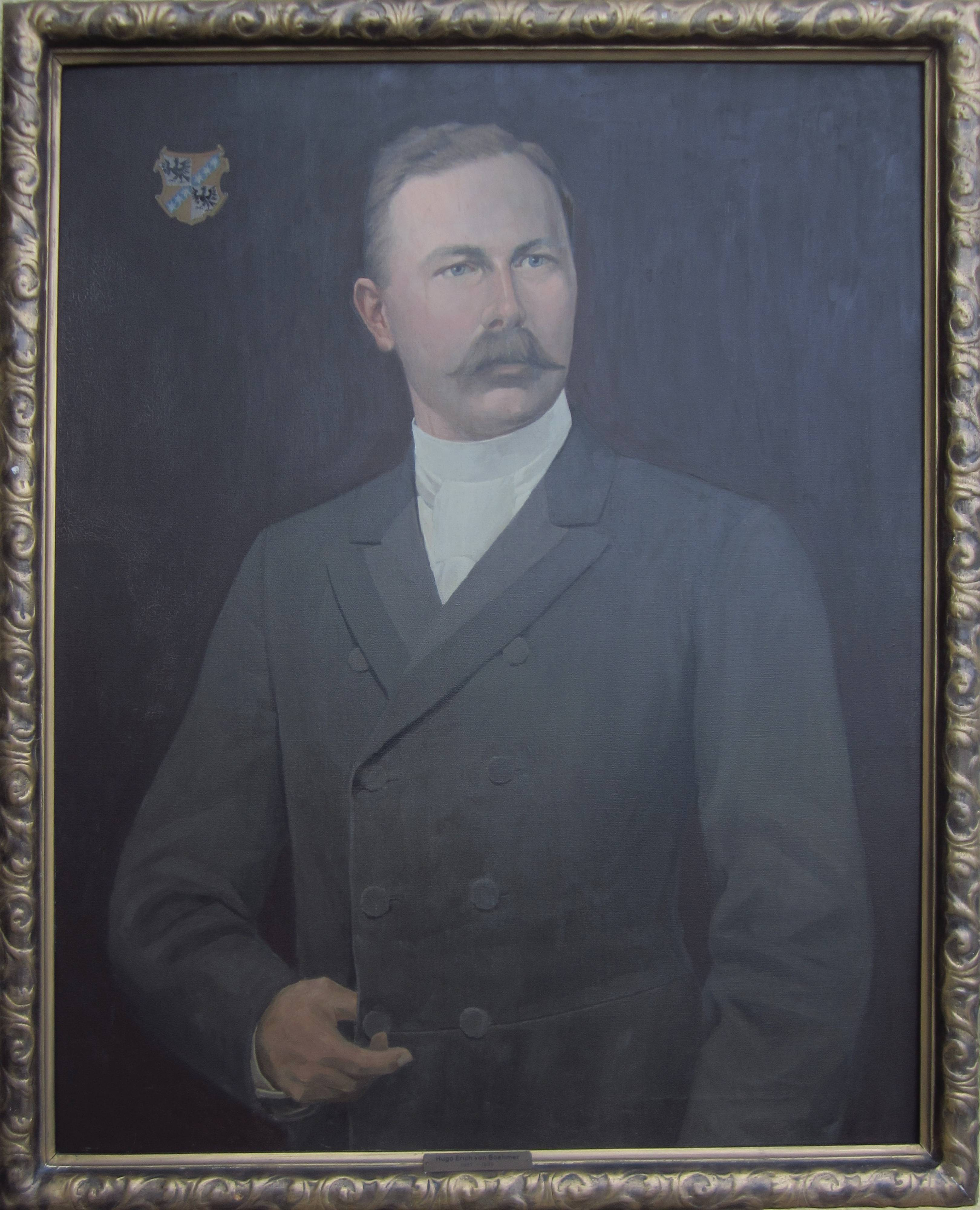
Hugo Erich von Boehmer, 1893

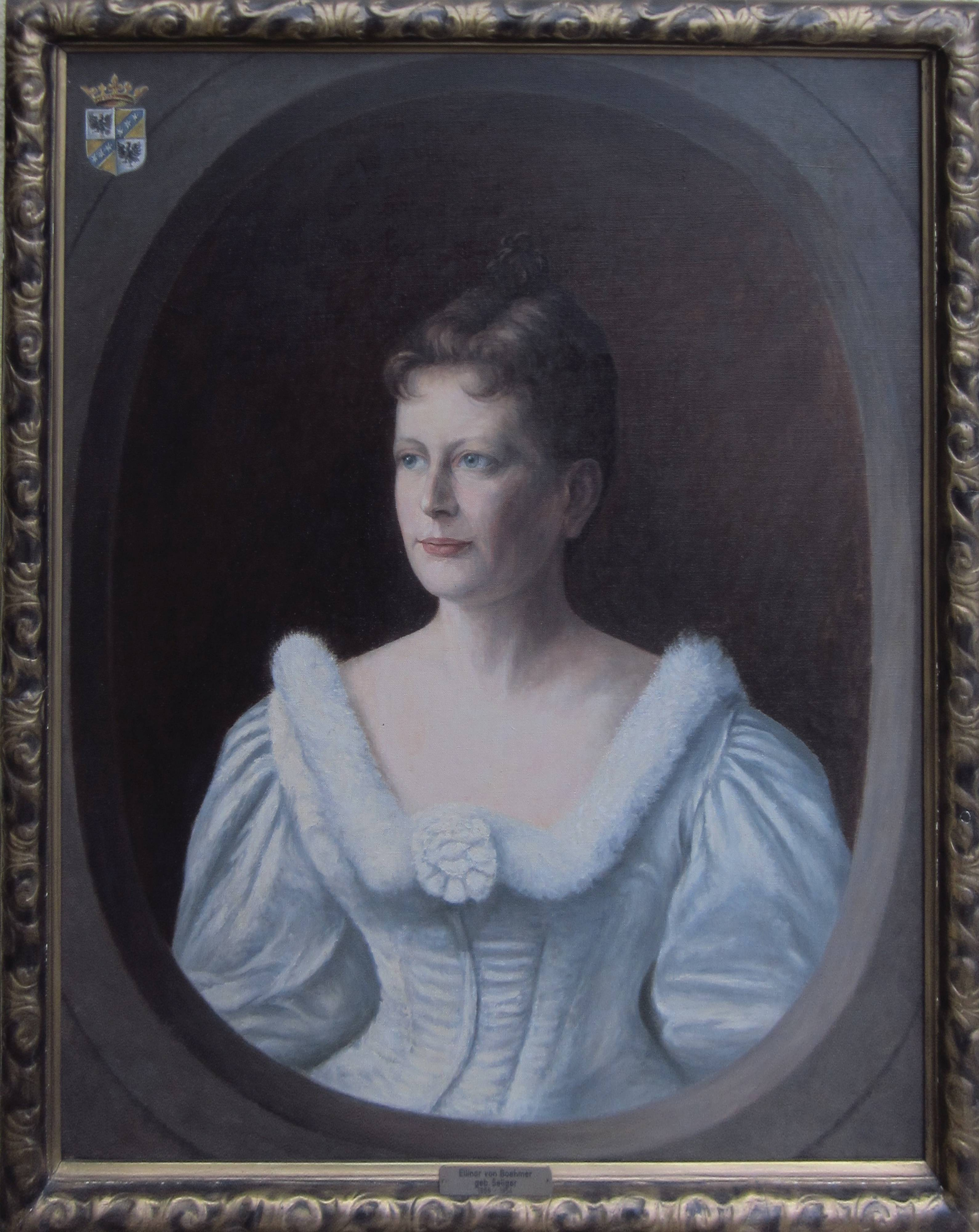
Ellinor von Boehmer geb. Seliger, 1893

Erich von Boehmer heiratete 1893 Ellinor Seliger (1868–1954), Tochter des Gutsbesitzers und Kammergerichtsreferendars Carl Gustav Albert Seliger (1829–1901) und der Mary Barbara Rennie (1836–1920) aus New Alredsford (Hantshire, Schottland), eine Schwester der Dichterin Eliza Rennie. Über ihren Vater war Ellinor Seliger Urenkelin des Predigers Johann Gotthilf Seliger und über ihre mütterliche Linie Nachkommin des Pilgergouverneurs William Bradford, der 1620 zusammen mit den Pilgrim Fathers auf der Mayflower nach Plymouth (Massachusetts) ausgewandert war. Daher können die Nachkommen der Familie Hugo Erich von Boehmer als Mitglied in die renommierte Mayflower Society aufgenommen werden.
Erich und Ellinor von Boehmer hatten zusammen vier Kinder:
- Rennie Agathe Gerda von Boehmer (1899–1925), verheiratet mit Heinrich Michaelis (1896–1974; Ingenieur unter anderem bei Riedel-de Haën, Sohn des Professors am Königlichen Wilhelms-Gymnasium Reinhold Michaelis), Eltern des Historikers und Genealogen Hans-Thorald Michaelis
- Henning von Boehmer, Oberregierungsrat, verheiratet in erster Ehe mit Hanna geb. Hugenberg (1901–1982; Tochter des Medienunternehmers und Reichsministers a. D. Alfred Hugenberg), in zweiter Ehe mit Birute geb. Baronesse von der Ropp (* 1917; Tochter von Friedrich von der Ropp (1879–1964)), Bergwerksdirektor sowie Mitbegründer und Leiter der Baltischen Brüderschaft, einer Vorläuferorganisation des heutigen Brüderlichen Kreises
- Hasso von Boehmer, Oberstleutnant im Generalstab der Wehrmacht und Widerstandskämpfer des 20. Juli 1944, verheiratet mit Käthe Torhorst (* 1911, Tochter des Facharztes Hermann Torhorst), Eltern unter anderem des Immunologen Harald von Boehmer
- Thilo von Boehmer, Leitender Regierungsdirektor, verheiratet mit Brigitte Poensgen (1922–1986; Tochter von Dr. phil. Reinhard Helmuth Poensgen aus der rheinischen Poensgen-Familie)

## Schriften
- Genealogie der von Justus Henning Boehmer abstammenden Familien Boehmer und von Boehmer sowie auch einiger der mit ihnen verschwägerten Familien. Knorr & Hirth, München 1892. (48 Seiten mit Abbildungen; Digitalisat)
- Offenkundiges Vorbenutztsein von Erfindungen als Hindernis für die Patentertheilung und als Nichtigkeitsgrund für Patente. Julius Springer, Berlin 1901.
- Die Patentfähigkeit von Erfindungen. Grundsätze für ihre Prüfung und für die Erteilung von Patenten. L. Simion, Berlin 1911.
- Patentrechtliches Beurteilen von Erfindungen. C. Heymann, Berlin 1931.